# Thomas Wilson (hockey sur glace)
Pour les articles homonymes, voir Tom Wilson (homonymie), Thomas Wilson (homonymie) et Wilson.
Thomas Wilson, dit Tom Wilson, (né le 29 mars 1994 à Toronto, dans la province de l'Ontario au Canada) est un joueur professionnel canadien de hockey sur glace. Il évolue au poste d'ailier droit.

## Biographie

### Carrière de joueur
Alors qu'il vient de compléter sa deuxième saison dans la LHO avec les Whalers de Plymouth, Tom Wilson est repêché au premier tour, 16e rang au total, par les Capitals de Washington au cours du repêchage d'entrée dans la LNH 2012. Il fait ses débuts professionnels dans la LAH avec les Bears de Hershey, le club-école des Capitals, lors des séries éliminatoires de la Coupe Calder de 2013. Après l'élimination des Bears, il rejoint les Capitals durant les séries de la Coupe Stanley, jouant donc ses premiers matchs dans la LNH.
Il devient un joueur régulier chez les Capitals dès la saison 2013-2014. Il joue tous les matchs de son équipe durant cette saison en plus de mener l'équipe sur les minutes de pénalité (151). En juin 2016, il prolonge de deux ans son contrat avec les Caps.

### Controverses
Tom Wilson est mis en cause pour une violente mise en échec sur le défenseur des Penguins de Pittsburgh Brian Dumoulin lors du deuxième match du deuxième tour des séries 2018, mais il échappe aux sanctions. Bien que sous les feux des projecteurs à la suite de cet incident, il récidive lors du troisième match contre Zach Aston-Reese, qu'il blesse gravement au visage. Il écope d'une suspension de trois matches par la LNH le 2 mai 2018 pour charge incorrecte.

## Statistiques
| Saison     | Équipe                 | Ligue      |     | Saison régulière | Saison régulière | Saison régulière | Saison régulière | Saison régulière |    | Séries éliminatoires | Séries éliminatoires | Séries éliminatoires | Séries éliminatoires | Séries éliminatoires |
| Saison     | Équipe                 | Ligue      | PJ  | B                | A                | Pts              | Pun              | PJ               | B  | A                    | Pts                  | Pun                  |                      |                      |
| 2010-2011  | Whalers de Plymouth    | LHO        | 28  | 3                | 3                | 6                | 71               | -                | -  | -                    | -                    | -                    |                      |                      |
| 2011-2012  | Whalers de Plymouth    | LHO        | 49  | 9                | 18               | 27               | 141              | 13               | 7  | 6                    | 13                   | 39                   |                      |                      |
| 2012-2013  | Whalers de Plymouth    | LHO        | 48  | 23               | 35               | 58               | 104              | 12               | 9  | 8                    | 17                   | 41                   |                      |                      |
| 2012-2013  | Bears de Hershey       | LAH        | -   | -                | -                | -                | -                | 3                | 1  | 0                    | 1                    | 6                    |                      |                      |
| 2012-2013  | Capitals de Washington | LNH        | -   | -                | -                | -                | -                | 3                | 0  | 0                    | 0                    | 0                    |                      |                      |
| 2013-2014  | Capitals de Washington | LNH        | 82  | 3                | 7                | 10               | 151              | -                | -  | -                    | -                    | -                    |                      |                      |
| 2014-2015  | Capitals de Washington | LNH        | 67  | 4                | 13               | 17               | 172              | 13               | 0  | 1                    | 1                    | 25                   |                      |                      |
| 2014-2015  | Bears de Hershey       | LAH        | 2   | 0                | 0                | 0                | 0                | -                | -  | -                    | -                    | -                    |                      |                      |
| 2015-2016  | Capitals de Washington | LNH        | 82  | 7                | 16               | 23               | 163              | 12               | 0  | 1                    | 1                    | 13                   |                      |                      |
| 2016-2017  | Capitals de Washington | LNH        | 82  | 7                | 12               | 19               | 133              | 13               | 3  | 0                    | 3                    | 34                   |                      |                      |
| 2017-2018  | Capitals de Washington | LNH        | 78  | 14               | 21               | 35               | 187              | 21               | 5  | 10                   | 15                   | 31                   |                      |                      |
| 2018-2019  | Capitals de Washington | LNH        | 63  | 22               | 18               | 40               | 128              | 7                | 3  | 2                    | 5                    | 2                    |                      |                      |
| 2019-2020  | Capitals de Washington | LNH        | 68  | 21               | 23               | 44               | 93               | 8                | 1  | 2                    | 3                    | 23                   |                      |                      |
| 2020-2021  | Capitals de Washington | LNH        | 47  | 13               | 20               | 33               | 96               | 5                | 1  | 1                    | 2                    | 6                    |                      |                      |
| 2021-2022  | Capitals de Washington | LNH        | 78  | 24               | 28               | 52               | 98               | 1                | 1  | 0                    | 1                    | 0                    |                      |                      |
| 2022-2023  | Capitals de Washington | LNH        | 33  | 13               | 9                | 22               | 78               | -                | -  | -                    | -                    | -                    |                      |                      |
| 2023-2024  | Capitals de Washington | LNH        | 74  | 18               | 17               | 35               | 133              | 4                | 1  | 2                    | 3                    | 16                   |                      |                      |
| Totaux LNH | Totaux LNH             | Totaux LNH | 754 | 146              | 184              | 330              | 1 432            | 87               | 15 | 19                   | 34                   | 150                  |                      |                      |

## Trophées et honneurs personnels

### Ligue nationale de hockey
- 2017-2018 : vainqueur de la Coupe Stanley avec les Capitals de Washington
- 2021-2022 : participe au 66e Match des étoiles
- 2023-2024 : participe au 68e Match des étoiles